# Be with You (film, 2018)
Pour les articles homonymes, voir Be with you.
Pour plus de détails, voir Fiche technique et Distribution.
Be with You (hangeul : 지금 만나러 갑니다 ; RR : Jigeum Mannaleo Gapnida, littéralement « Maintenant, je vais te rencontrer ») est une comédie romantique sud-coréenne coécrite et réalisée par Lee Jang-hoon, sortie en 2018. Il s’agit du remake du film japonais du même nom (en) (いま、会いにゆきます, 2004), qui lui-même est adaptation du roman japonais de Takuji Ichikawa.
Elle totalise plus d'un million d'entrées au box-office sud-coréen de 2018.

## Synopsis
Soo-ah (Son Ye-jin), avant de mourir, fait la promesse incroyable à son mari, Woo-jin (So Ji-sub), de revenir un an plus tard pendant un jour de pluie. Par miracle, elle tient sa promesse et réapparaît devant son mari et son fils mais tous ses souvenirs ont disparu. Le soulagement de leurs retrouvailles est de courte durée car il s'avère que Soo-ah doit quitter sa famille une fois de plus.

## Fiche technique
- Titre original : 지금 만나러 갑니다
- Titre international : Be with You
- Réalisation : Lee Jang-hoon
- Scénario : Kang Soo-jine et Lee Jang-hoon, d'après le roman Je reviendrai avec la pluie de Takuji Ishikawa
- Photographie : Cho Sang-yeon
- Montage : Nam Na-yeong
- Musique : Bang Jun-seok
- Société de production : Movie Rock
- Société de distribution : Lotte Entertainment
- Pays d’origine :  Corée du Sud
- Langue originale : coréen
- Format : couleur
- Genre : comédie romantique
- Durée : 132 minutes
- Date de sortie :
  - Corée du Sud : 14 mars 2018

## Distribution
- So Ji-sub : Woo-jin
  - Lee You-jin : Woo-jin, jeune
- Son Ye-jin : Soo-ah
  - Kim Hyun-soo (en) : Soo-ah, jeune
- Kim Ji-hwan : Ji-ho, le fils du couple
- Ko Chang-seok : Hong-goo
  - Bae Yu-ram : Hong-goo (jeune)
- Lee Jun-hyeok (en) : l'instructeur Choi
- Seo Jeong-yeon (en) : la mère de Seo-bin
- Gong Hyo-jin : la femme en hanbok (participation spéciale)
- Park Seo-joon : Ji-ho, adulte (participation spéciale)
- Son Yeo-eun (en) : Hyeon-jeong (participation spéciale)

## Production
Le film est l’adaptation du roman japonais également intitulé Be with You (いま、会いにゆきます) de Takuji Ichikawa.
Son Ye-jin et So Ji-sub ont joué ensemble dans la série télévisée sud-coréenne Delicious Proposal (en), diffusé en 2001, en tant que frère et sœur. Ko Chang-seok et So Ji-sub ont aussi joué ensemble dans Rough Cut (2008).
Le tournage commence le 12 août 2017 et s'achève le 12 novembre 2017 à Daejeon[réf. nécessaire].

## Accueil

### Promotion
Le 6 mars 2018, une conférence de presse promotionnelle a lieu en présence de la distribution principale et du réalisateur.
Be with You sortira à l'international dans dix-sept pays, dont les États-Unis, le Canada, la Grande-Bretagne, l'Irlande, l'Australie, la Nouvelle-Zélande, Taïwan, Singapour, le Viêt Nam et la Malaisie.

### Sortie nationale
Le film sort dans les salles sud-coréennes le 14 mars 2018.

### Box-office
Selon le Conseil du film coréen, Be with You atteint la première place du box-office sud-coréen lors de son premier jour d'exploitation avec 89 758 entrées. Le film est projeté 4 275 fois sur 989 écrans.
Durant son premier week-end, le film attire un total de 682 789 spectateurs, ce qui représente 44,6% du total des billets du week-end, et se classe premier du box-office du week-end..